# Azione di monodromia
In topologia, l'azione di monodromia è un'azione del gruppo fondamentale di uno spazio topologico sulla fibra dei suoi punti tramite un rivestimento.

## Definizione
Nel seguito supporremo che {\displaystyle X} sia uno spazio topologico connesso per archi, e che {\displaystyle \pi _{1}(X,x_{0})} sia il suo gruppo fondamentale una volta fissato un elemento (e quindi una puntatura) {\displaystyle x_{0}\in X}.
Sia {\displaystyle p\colon E\to X} un rivestimento, e sia {\displaystyle F=p^{-1}(x_{0})} la fibra di un punto {\displaystyle x_{0}\in X}. Allora, prendendo proprio {\displaystyle x_{0}} come puntatura, è definita un'azione (destra) di gruppo
{\displaystyle {\mathfrak {m}}\colon F\times \pi _{1}(X,x_{0})\longrightarrow F}
{\displaystyle ({\tilde {x}},[\gamma ])\longmapsto {\tilde {x}}\cdot [\gamma ]={\tilde {\gamma }}_{\tilde {x}}(1)}
dove {\displaystyle {\tilde {\gamma }}_{\tilde {x}}\colon [0,1]\to E} è il sollevamento (unico) del cammino {\displaystyle \gamma \colon [0,1]\to X} tale che {\displaystyle {\tilde {\gamma }}_{\tilde {x}}(0)={\tilde {x}}}.